# Monte Ararate

Monte Ararate 3D

O Ararate (em turco: Ağrı Dağı; em armênio: Մասիս; romaniz.: Masis ou Արարատ, Ararat; em curdo: Çiyayê Agirî; em persa: کوه آرارات; romaniz.: Kuh-e Ararat) é a mais alta montanha da Turquia moderna. Tem dois picos: Grande Ararate (o pico mais alto da Turquia e de todo o planalto armênio com altitude de 5 137 m) e o Baixo Ararate (com uma altitude de 3 896 m). O maciço do Ararate tem de cerca de 40 km de diâmetro. A fronteira entre o Irã e a Turquia fica a leste do Baixo Ararate, o pico mais baixo do maciço do Ararate. Nesta área, pela Convenção de Teerã de 1932, realizou-se a mudança das fronteiras em favor da Turquia, permitindo a ela ocupar o flanco leste do maciço. O Monte Ararate, na tradição judaico-cristã, está associado com as "Montanhas do Ararate" onde, segundo o livro do Gênesis, a Arca de Noé estaria supostamente localizada. Também desempenha um papel significativo no nacionalismo e irredentismo armênio.

## Geologia
O Ararate é um estratovulcão, formado por fluxos de lava e de ejeções piroclásticas, sem cratera vulcânica. Acima dos 4 200 m, a montanha é constituída principalmente de rochas ígneas cobertas por uma camada de gelo.
O pico menor (de 3 896 m, Baixo Ararate) levanta-se da mesma base, a sudeste do pico principal. O planalto de lava se espalha entre os dois pináculos. As bases dessas duas montanhas é de aproximadamente 1 000 km².[carece de fontes?]
A formação do Ararate é difícil de se recuperar geologicamente, mas o tipo de vulcanismo e a posição do vulcão levantam a ideia de que o isso ocorreu quando o mar de Tétis fechou durante o período Neógeno, como recentemente ocorreu ao longo das fronteiras das placas da Euro-Asiática, Africana e Arábica do Cabo de Gata até o Cáucaso.[carece de fontes?]

### Elevação

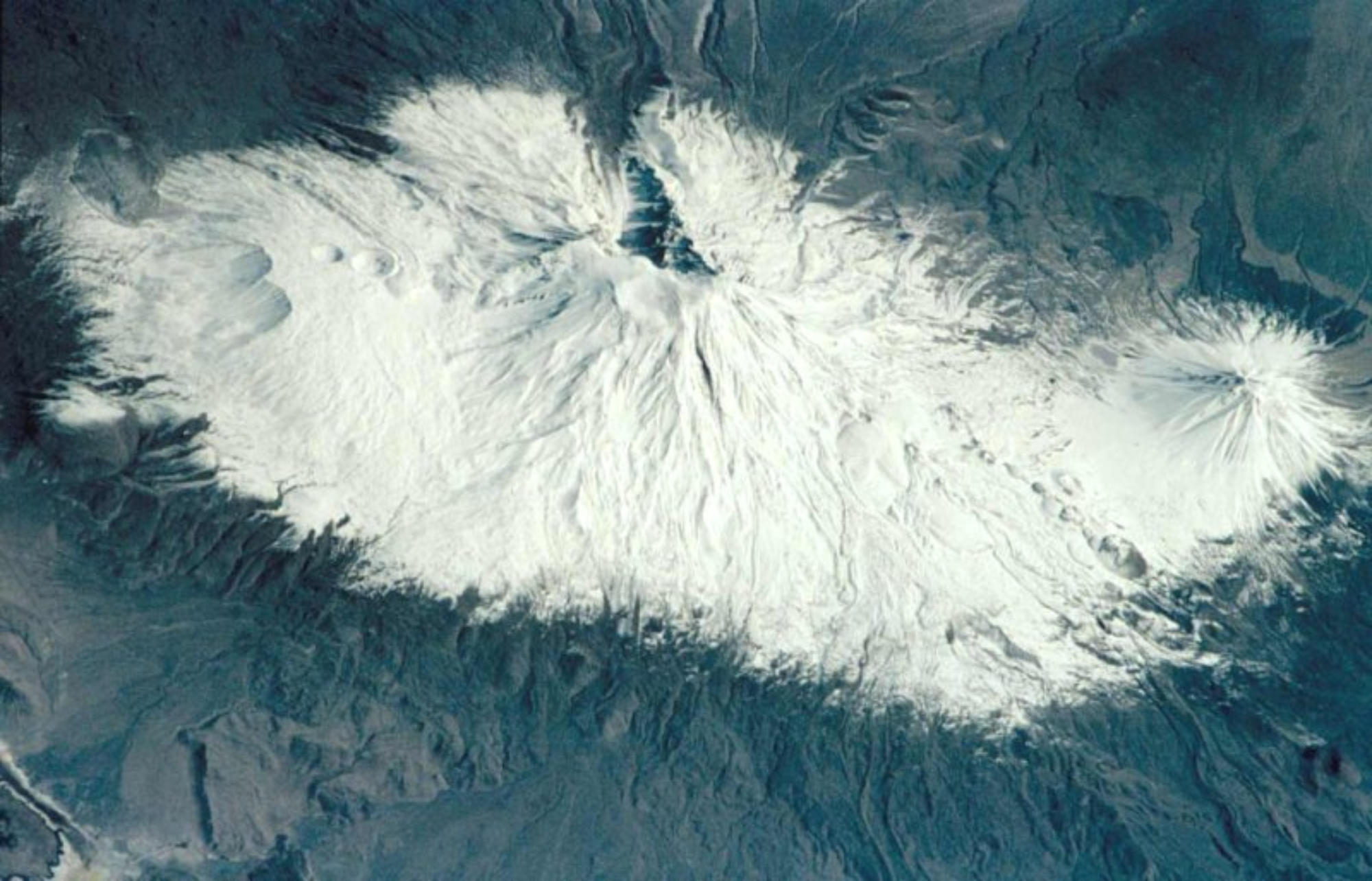
Imagem de satélite do Monte Ararate

Algumas autoridades divulgam uma altitude de 5 165 m para o Monte Ararat. No entanto, uma série de outras fontes, tais como o SRTM. e o GPS mostram uma medição de 5 137 m, e que a elevação real pode ser ainda menor devido à espessa camada de gelo coberto de neve permanente que permanece no topo da montanha. A altura de 5137 m é também apoiada por numerosas cartas topográficas.

### Atividade
Não se sabe quando a última erupção do Monte Ararate ocorreu, não há observações históricas ou recentes de atividade registrada em grande escala. Acredita-se que o Ararate foi ativo no terceiro milênio a.C. Sob fluxos piroclásticos, alguns artefatos do início da Idade do Bronze e restos de corpos humanos foram encontrados. Em julho de 1840, no entanto, Ararate foi abalado por um grande sismo, cujos efeitos foram maiores na vizinhança da Garganta Ahora. Uma parte instável da encosta norte colapsou: com ela, uma capela, um mosteiro e uma vila ficaram cobertos por escombros.

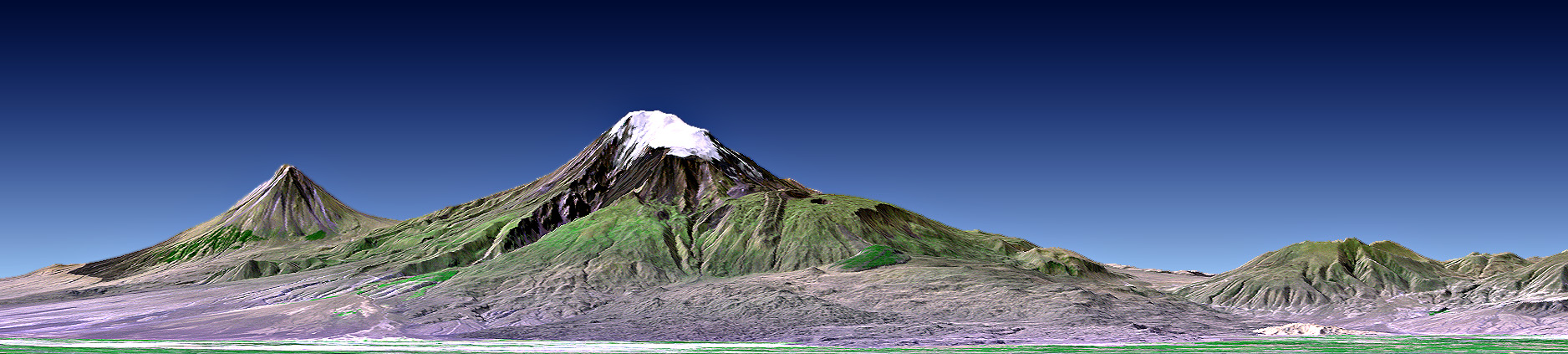
Um modelo tridimensional que mostra os dois picos. (NASA)

## Localização

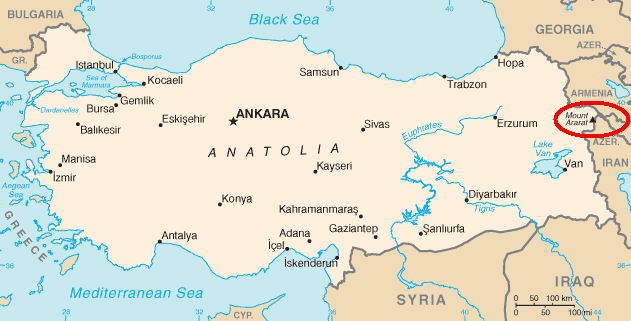
Localização do Monte Ararate na Turquia

O Monte Ararate está situado na região leste da Anatólia, Turquia, entre as províncias de Eder e Are, perto da fronteira com o Irã e a Armênia, entre os rios Aras e Murat. O seu cume fica a cerca de 16 km ao oeste do Irã e 32 km ao sul da fronteira com a Armênia. O exclave de Naquichevão pertencente ao Azerbaijão também está nas proximidades da montanha.

## Ascensão

### Primeira ascensão
Dr. Friedrich Parrot, com a ajuda de Khachatur Abovian, foi o primeiro explorador nos tempos modernos que alcançou o cume do Monte Ararate, na sequência do início do domínio russo em 1829. Abovian e Parrot atravessaram o rio Aras e chefiou a vila arménia de Agori, situada na encosta norte do Monte Ararate, 4 000 m acima do nível do mar.

## Significado no nacionalismo armênio

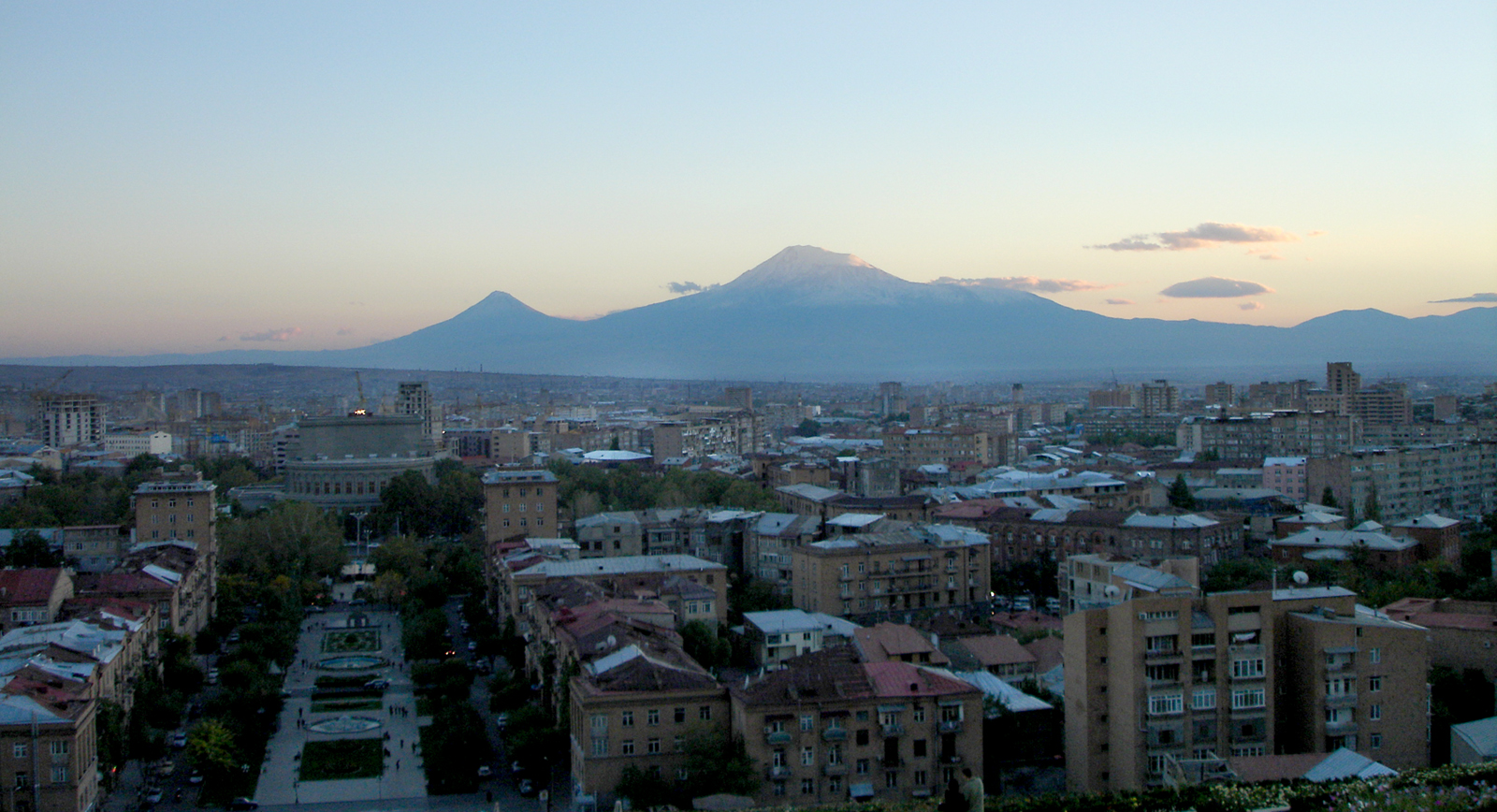
Monte Ararate visto de Erevã, Armênia

O Ararate domina o horizonte da capital da Armênia, Erevã. A montanha é reverenciada pelos armênios como um símbolo de sua identidade nacional e de seu irredentismo. O Ararate é o símbolo nacional da República da Armênia desde 1991, sendo apresentado no centro de seu brasão de armas. Em 1937, ele passou a figurar no brasão da República Socialista Soviética da Armênia, que caracterizava o Monte Ararat, juntamente com o martelo soviético e a foice com uma estrela vermelha atrás dele. Após a dissolução da União Soviética, uma versão ligeiramente modificada do brasão de armas da República Democrática da Armênia foi adotado e se manteve em vigor desde então.